# Uranotungstite
La uranotungstite è un minerale.